# بتا-آلانین اتیل استر
بتا-آلانین اتیل استر (به انگلیسی: Beta-Alanine ethyl ester) با فرمول شیمیایی C۵H۱۱NO۲ یک ترکیب شیمیایی با شناسه پاب‌کم ۴۱۹۸۸۹ است. که جرم مولی آن ۱۱۷٫۱۵ g/mol می‌باشد. 